# Born to Die
Born to Die (Sinh ra để chết đi) là album phòng thu thứ hai của nữ ca sĩ-người viết bài hát người Mỹ Lana Del Rey. Album được phát hành vào ngày 27 tháng 1 năm 2012, và sau đó vào ngày 31 tháng 1 năm 2012 trên cửa hàng trực tuyến iTunes bởi hãng ghi âm Interscope Records, Polydor Records, và Stranger Records. Sau khi ký hợp đồng thu âm với Stranger vào tháng 6 năm 2011, Del Rey ra mắt đĩa đơn đầu tay của cô, "Video Games", đĩa đơn này đã đẩy cô đến với cộng đồng mạng trực tuyến. Ngoài "Video Games", Born to Die còn có năm đĩa đơn khác là "Born to Die", "Blue Jeans", "National Anthem", "Summertime Sadness" và "Dark Paradise".
Về phần nhạc, Born to Die là một album thuộc thể loại nhạc pop với một chút đặc tính thừa hưởng từ các thể loại nhạc khác như alternative hip hop và indie pop. Album đã nhận được nhiều ý kiến trái chiều từ các nhà phê bình âm nhạc, một số người ca ngợi chất riêng về mặt âm thanh của album, trong khi số khác lại chỉ trích sự lặp đi lặp lại của các bài hát và lối sản xuất khoa trương, mà họ nghĩ là quá áp đảo với 12 trong tổng số 15 bài hát. Mặc dù nhận được nhiều ý kiến trái chiều như vậy nhưng Born to Die nói chung là một thành công lớn về thương mại. Album dẫn đầu bảng xếp hạng của mười một quốc gia, trong đó có Đức, Pháp, Úc và Anh. Tính đến tháng 11 năm 2012, album đã đạt doanh số hơn 3,4 triệu bản trên toàn thế giới, đồng thời cũng trở thành album có doanh số bán lớn thứ ba của bảng xếp hạng UK iTunes Chart.
Del Rey bắt tay vào thực hiện một chuyến lưu diễn toàn thế giới vào năm 2011 nhằm mục đích quảng bá cho album. Đến tháng 11 năm 2012, Del Rey tái phát hành album dưới phiên bản The Paradise Edition, bao gồm tất cả các bài hát trong Born to Die, đồng thời bổ sung thêm chín bài hát nữa. "Blue Velvet", một bài hát nổi tiếng từ những năm 1960 đã được Del Rey hát lại và sử dụng làm đĩa đơn quảng bá cho lần tái phát hành này, trong khi đó, "Ride" lại được chọn làm đĩa đơn chính thức đầu tiên.

## Thành công thương mại
Born to Die đã đạt được nhiều thành công lớn về mặt thương mại. Tại Anh, chỉ trong ngày đầu phát hành, album đã đạt doanh số 50,000 bản, và nhờ đó Born to Die nhanh chóng leo lên vị trí quán quân trên bảng xếp hạng UK Albums Chart, với 116,745 bản đĩa được tiêu thụ trong tuần đầu ra mắt. Với doanh số tải nhạc số lên tới 50,007 bản, Born to Die trở thành album thứ năm có lượt tải về lên đến 50,000 trong một tuần lẻ. Album vẫn duy trì vị trí dẫn đầu của nó trong tuần thứ hai, với 60,000 bản bán thêm được. Tính đến tháng 5 năm 2012, album đã được tiêu thụ tổng cộng hơn 500,000 bản tại Anh.
Tại Pháp, phiên bản LP ra mắt ở vị trí quán quân trên bảng xếp hạng French Albums Chart, với tổng doanh số 48,791 bản, trong đó có 16,968 bản kỹ thuật số. Tuần tiếp theo album vẫn duy trì ở vị trí này, với thêm 23,888 bản được tiêu thụ. Tính đến tháng 2 năm 2013, album đã bán được hơn 365,000 bản ở Pháp. Tại New Zealand, album ra mắt và đạt vị trí cao nhất của nó là vị trí á quân, và sau đó tiếp tục nằm thêm 40 tuần nữa trước khi rơi ra khỏi bảng xếp hạng. Sau khi ra mắt phiên bản Born to Die: Paradise Edition, album xếp ở vị trí thứ 6.
Tại Mỹ, album đạt được doanh số 77,000 bản trong tuần đầu tiên, ra mắt tại vị trí á quân trên bảng xếp hạng Billboard 200, chỉ sau 21 của Adele, và đến nay đã bán được hơn 500,000 bản tại quốc gia này, theo như Nielsen SoundScan, và nhận được một đĩa Vàng.
Tại Ý, Born to Die ra mắt tại vị trí thứ 5, đến tuần lễ kế tiếp, album bị tuột xuống vị trí thứ 9. Trong hai tuần đầu tiên, album bán được 6.271 bản, và tính đến tháng 6 năm 2012, album đã đạt doanh số 24.372 bản tại Ý, được chứng nhận đĩa Vàng. Sau lần tái phát hành vào tháng 11 năm 2012, album đã nhảy từ vị trí thứ 27 lên 14. Phiên bản LP đã được chứng nhận đĩa Vàng.
Born to Die xếp hạng 5 trong số những album bán chạy nhất trong năm 2012, với tổng doanh số 3.4 triệu bản được tiêu thụ toàn cầu, theo IFPI.

## Quảng bá

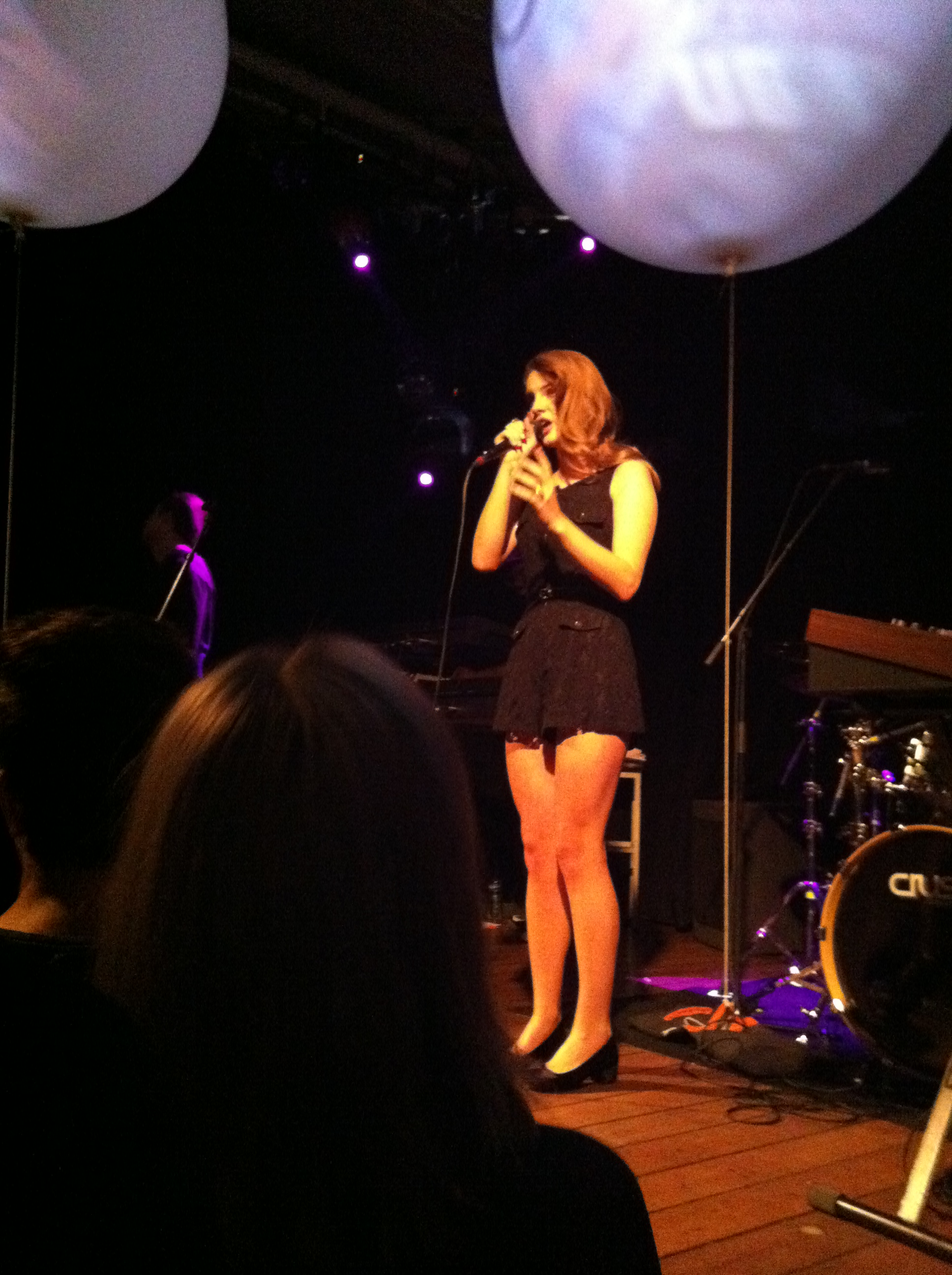
Del Rey biểu diễn trong chuyến lưu diễn quảng bá tại Amsterdam, 2011.

Bài hát "Video Games" của Del Rey được xuất hiện lần đầu tiên trong bộ phim truyền hình Ringer của kênh The CW vào ngày 28 tháng 9 năm 2011. Del Rey cũng quảng bá cho album với việc tham gia biểu diễn trong một số chương trình truyền hình, trong đó có MTV Push, và tại khán phòng Bowery Ballroom. Matthew Perpetua từ tờ Rolling Stone bình luận rằng, mặc dù Del Rey khá là hồi hộp và lo lắng khi biểu diễn các bài hát của mình, nhưng cô ca sĩ vẫn "hát với sự tự tin đáng kể". Del Rey biểu diễn "Video Games" trên chương trình truyền hình Hà Lan De Wereld Draait Door, chương trình Later... with Jools Holland của Anh, và chương trình thân thiết tại Chateau Marmont ở West Hollywood, California. Del Rey ngoài ra cũng có thực hiện một số bài phỏng vấn cho các tờ báo và tập chí trực tuyến như The Quietus, The Observer, và Pitchfork Media, và ngoài ra cô còn thực hiện video âm nhạc cho một số bài hát như "Blue Jeans" và "Off to the Races". Ngày 14 tháng 1 năm 2012, Del Rey xuất hiện trong chương trình Saturday Night Live và biểu diễn "Blue Jeans" và "Video Games". Buổi biểu diễn của cô đã nhanh chóng bị nhiều người dò xét, và thậm chí còn chỉ trích bởi Brian Williams từ NBC, người cho rằng đó là buổi biểu diễn "tồi tệ nhất trong lịch sử SNL". Người dẫn chương trình Andy Samberg và Daniel Radcliffe đã nhanh chóng bào chữa cho Del Rey, nhắc lại về "quá khứ và gia đình cô". Bộ phim truyền hình Ringer của kênh The CW sau đó đã chơi bài hát "Blue Jeans" vào ngày 14 tháng 2 năm 2012, trong phân cảnh cuố của tập 13.

## Đĩa đơn

### Các đĩa đơn chính
"Video Games" là đĩa đơn đầu tay của Del Rey và được phát hành vào ngày 1 tháng 10 năm 2011. Bài hát chủ yếu nhận được các nhận xét tích cực từ các nhà phê bình âm nhạc, họ ca ngợi giọng hát của Del Rey và cho rằng "Video Games" là bài hát hay nhất của năm 2011. Bài hát đã được nhiều thành công lớn trên toàn thế giới, với việc đạt được vị trí quán quân ở Đức, đồng thời lọt vào Top 10 ở Áo, Ba Lan, Bỉ, Cộng hòa Séc, Hà Lan, Ireland, Pháp, Scotland, Thụy Sĩ và Anh. Video âm nhạc của bài hát do chính Del Rey tự tay đạo diễn và biên tập, với các cảnh quay được lắp ráp từ các đoạn video của những người chơi trượt ván, các đoạn phim hoạt hình, những cảnh trong các bộ phim cũ... Video âm nhạc này được cho là một trong những nguyên nhân giúp cho độ phổ biến của bài hát đối với cộng đồng mạng tăng cao. Đĩa đơn thứ hai là bài hát trùng với tên của album, "Born to Die", được phát hành kỹ thuật số vào ngày 30 tháng 12 năm 2011. Video âm nhạc của bài hát đã bị tuồn lên mạng vào ngày 14 tháng 12 năm 2011, dựa trên ý tưởng của Del Rey và được đạo diễn bởi Yoann Lemoine. Video này đã nhận được nhiều đánh giá tích cực từ các nhà phê bình đương đại.
Del Rey công bố đĩa đơn thứ ba từ album là "Blue Jeans", đĩa đơn được chính thức phát hành vào ngày 6 tháng 4 năm 2012. Video âm nhạc của bài hát, do Yoann Lemoine đạo diễn, được ra mắt vào ngày 19 tháng 3 năm 2012. "Blue Jeans" cũng được chọn làm đĩa đơn chính thức ở Mỹ, được gửi đến đài phát thanh Triple A vào ngày 21 tháng 5 năm 2012. "Summertime Sadness", đĩa đơn thứ tư từ album, lại chỉ được phát hành tại Áo, Đức, Thụy Sĩ vào ngày 22 tháng 6 năm 2012.. Video âm nhạc cho "Summertime Sadness" được quay vào khoảng tháng 4 và tháng 5 năm 2012. Bài hát "National Anthem" được chọn làm đĩa đơn thứ năm của album và được phát hành vào ngày 9 tháng 7 năm 2012. Đĩa đơn thứ bảy của Del Rey, "Dark Paradise", được phát hành vào ngày 1 tháng 3 năm 2013.

### Các bài hát khác
Nhờ lượt tải nhạc số sau khi album phát hành tương đối lớn, hai bài hát đã ra mắt tại Pháp, "Summertime Sadness" ở vị trí thứ 56, và "Radio" ở vị trí thứ 67. Ngoài ra, "Without You" cũng ra mắt với vị trí 121 ở Anh. "Off to the Races" được chọn làm một đĩa đơn quảng bá ở Hà Lan, phát hành vào ngày 6 tháng 1 năm 2012. Video âm nhạc của bài hát, do Del Rey tự tay đạo diễn, ra mắt vào ngày 2 tháng 12 năm 2011. "Carmen" được chọn làm một đĩa đơn quảng bá ở Áo, Đức và Thụy Sĩ, phát hành vào ngày 26 tháng 1 năm 2012. Ngày 27 tháng 2 năm 2012, Del Rey thông báo rằng video âm nhạc cho "Carmen" đã được quay và sẽ hoàn tất chính sửa trong ngày hôm đó, và sau đó đến ngày 21 tháng 4 năm 2012, video này đã được phát hành.

## Born to Die – The Paradise Edition

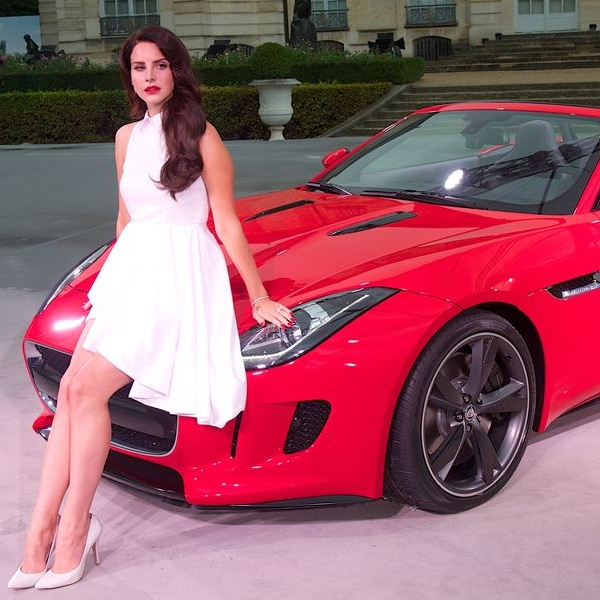
Del Rey đứng cạnh chiếc ô tô Jaguar F-Type tại triển lãm 2012 Paris Motor Show. Đĩa đơn quản bá, "Burning Desire", được sử dụng phối hợp với sự kiện Jaguar này để quảng bá cho The Paradise Edition.

### Bối cảnh
Trong một cuộc phỏng vấn với RTVE vào ngày 15 tháng 6 năm 2012, Del Rey thông báo rằng cô đã bắt đầu làm việc cho album mới phát hành vào tháng 11, và năm bài hát mới đã được sáng tác, trong đó có "Will You Still Love Me When I'm No Longer Young and Beautiful", "In the Land of Gods and Monsters" và "I Sing the Body Electric". Trong một cuộc phỏng vấn với Tim Blackwell cho Nova FM tại Melbourne, Úc, Del Rey tiết lộ thêm rằng, sản phẩm phát hành vào tháng 11 của cô không phải là một album mới, mà nó giống một EP hơn, mà cô miêu tả nó là phiên bản Paradise Edition của Born to Die. Del Rey cũng nói rằng sản phẩm này sẽ bao gồm bảy bài hát mới.
Sản phẩm mới này sẽ ra mắt dưới định dạng đĩa CD riêng hoặc EP Vinyl lấy tựa đề Paradise; trong định dạng hộp hai đĩa bao gồm Born to Die phiên bản gốc; và trong phiên bản hộp đĩa đặc biệt bao gồm cả hai đĩa album và EP, một CD remix với tám bản remix của các bài hát trong Born to Die, một DVD với sáu video âm nhạc và LP Vinyl 7" hai bài hát của "Blue Velvet".
Bìa đĩa của EP được ra mắt vào ngày 25 tháng 9 năm 2012. Ở trên bìa Del Rey xuất hiện với mái tóc để duỗi tự do với cảnh nền màu xanh nhiệt đới. Genevieve Rosen, cây viết của Stuff, nhận xét rằng ảnh bìa này "sang trọng hơn một chút so với sự đơn giản và cứng đờ của bức chân dung trong bản Born To Die gốc."

### Đĩa đơn
Vào ngày 13 tháng 9 năm 2012, đã đơn đầu tiên của The Paradise Edition được thông báo sẽ có tựa đề là "Ride", video âm nhạc kèm theo được quay tại Las Vegas, Nevada. Ngày 7 tháng 11 năm 2012, Del Rey phát hành video âm nhạc cho "Bel Air", trở thành một đĩa đơn quảng bá. Sau "Ride", "Cola" được chọn làm đĩa đơn thứ hai của EP, đồng thời cũng là đĩa đơn thứ bảy của album.

### Quảng bá
Ngày 19 tháng 9 năm 2012, video âm nhạc cho "Blue Velvet" được phát hành qua H&M. Và sau đó vào ngày 20 tháng 9 năm 2012, đĩa đơn quản bá thứ ba của Del Rey, "Blue Velvet", được phát hành. Đĩa đơn thứ sáu của Del Rey, "Ride", được lên lịch phát hành vào ngày 25 tháng 9 năm 2012. Phiên bản The Paradise Edition của Born to Die cũng được chọn phát hành vào ngày 12 tháng 11 năm 2012. Những khách hàng đặt trước album sẽ được tải về trước bài hát "Burning Desire". Bài hát này được sử dụng làm nhạc phim cho một bộ phim ngắn cùng tên được đạo diễn bởi Ridley Scott, với sự xuất hiện của nam diễn viên người Anh Damian Lewis, đồng thời cũng được sử dùng nhằm mục đích quảng bá cho EP và album tái phát hành.

## Danh sách bài hát
| STT              | Nhan đề                       | Sáng tác                       | Sản xuất              | Thời lượng |
| ---------------- | ----------------------------- | ------------------------------ | --------------------- | ---------- |
| 1.               | "Born to Die"                 | Elizabeth Grant, Justin Parker | Emile Haynie          | 4:46       |
| 2.               | "Off to the Races"            | Grant, Tim Larcombe            | Patrik Berger, Haynie | 5:00       |
| 3.               | "Blue Jeans"                  | Grant, Haynie, Dan Heath       | Haynie                | 3:30       |
| 4.               | "Video Games"                 | Grant, Parker                  | Robopop               | 4:42       |
| 5.               | "Diet Mountain Dew"           | Grant, Mike Daly               | Haynie, Jeff Bhasker* | 3:43       |
| 6.               | "National Anthem"             | Grant, Parker, The Nexus       | Haynie, Bhasker^      | 3:51       |
| 7.               | "Dark Paradise"               | Grant, Rick Nowels             | Haynie, Nowels*       | 4:03       |
| 8.               | "Radio"                       | Grant, Parker                  | Haynie, Parker^       | 3:34       |
| 9.               | "Carmen"                      | Grant, Parker                  | Haynie, Bhasker^      | 4:08       |
| 10.              | "Million Dollar Man"          | Grant, Chris Braide            | Haynie, Braide        | 3:51       |
| 11.              | "Summertime Sadness"          | Grant, Nowels, Kieran De Jour  | Haynie, Nowels*       | 4:25       |
| 12.              | "This Is What Makes Us Girls" | Grant, Larcombe, Jim Irvin     | Al Shux, Haynie       | 3:58       |
| Tổng thời lượng: | Tổng thời lượng:              | Tổng thời lượng:               | Tổng thời lượng:      | 49:28      |

| Bài hát tặng kèm phiên bản Đặc biệt | Bài hát tặng kèm phiên bản Đặc biệt | Bài hát tặng kèm phiên bản Đặc biệt | Bài hát tặng kèm phiên bản Đặc biệt | Bài hát tặng kèm phiên bản Đặc biệt |
| STT                                 | Nhan đề                             | Sáng tác                            | Sản xuất                            | Thời lượng                          |
| ----------------------------------- | ----------------------------------- | ----------------------------------- | ----------------------------------- | ----------------------------------- |
| 13.                                 | "Without You"                       | Grant, Sacha Skarbek                | Haynie                              | 3:49                                |
| 14.                                 | "Lolita"                            | Grant, Liam Howe, Hannah Robinson   | Haynie                              | 3:40                                |
| 15.                                 | "Lucky Ones"                        | Grant, Nowels                       | Haynie, Nowels*                     | 3:45                                |
| Tổng thời lượng:                    | Tổng thời lượng:                    | Tổng thời lượng:                    | Tổng thời lượng:                    | 60:40                               |

| Bài hát tặng kèm độc quyền trên Target | Bài hát tặng kèm độc quyền trên Target | Bài hát tặng kèm độc quyền trên Target | Bài hát tặng kèm độc quyền trên Target | Bài hát tặng kèm độc quyền trên Target |
| STT                                    | Nhan đề                                | Sáng tác                               | Sản xuất                               | Thời lượng                             |
| -------------------------------------- | -------------------------------------- | -------------------------------------- | -------------------------------------- | -------------------------------------- |
| 13.                                    | "Without You"                          | Grant, Skarbek                         | Haynie                                 | 3:49                                   |
| 14.                                    | "Lolita"                               | Grant, Howe, Robinson                  | Haynie                                 | 3:40                                   |
| Tổng thời lượng:                       | Tổng thời lượng:                       | Tổng thời lượng:                       | Tổng thời lượng:                       | 56:51                                  |

| Bài hát tặng kèm phiên bản kỹ thuật số ở Pháp | Bài hát tặng kèm phiên bản kỹ thuật số ở Pháp | Bài hát tặng kèm phiên bản kỹ thuật số ở Pháp | Bài hát tặng kèm phiên bản kỹ thuật số ở Pháp |
| STT                                           | Nhan đề                                       | Sáng tác                                      | Thời lượng                                    |
| --------------------------------------------- | --------------------------------------------- | --------------------------------------------- | --------------------------------------------- |
| 16.                                           | "Video Games" (White Lies C-Mix)              | Grant, Parker                                 | 7:32                                          |
| Tổng thời lượng:                              | Tổng thời lượng:                              | Tổng thời lượng:                              | 67:52                                         |

| Bài hát tặng kèm iTunes Store Bắc Mỹ | Bài hát tặng kèm iTunes Store Bắc Mỹ | Bài hát tặng kèm iTunes Store Bắc Mỹ | Bài hát tặng kèm iTunes Store Bắc Mỹ | Bài hát tặng kèm iTunes Store Bắc Mỹ |
| STT                                  | Nhan đề                              | Sáng tác                             | Sản xuất                             | Thời lượng                           |
| ------------------------------------ | ------------------------------------ | ------------------------------------ | ------------------------------------ | ------------------------------------ |
| 16.                                  | "Video Games" (Joy Orbison Remix)    | Grant, Parker                        | Robopop, Orbison (remix)             | 4:59                                 |
| Tổng thời lượng:                     | Tổng thời lượng:                     | Tổng thời lượng:                     | Tổng thời lượng:                     | 65:38                                |

| Bài hát tặng kèm iTunes Store Đức | Bài hát tặng kèm iTunes Store Đức | Bài hát tặng kèm iTunes Store Đức | Bài hát tặng kèm iTunes Store Đức |
| STT                               | Nhan đề                           | Đạo diễn                          | Thời lượng                        |
| --------------------------------- | --------------------------------- | --------------------------------- | --------------------------------- |
| 16.                               | "Born to Die" (Music video)       | Yoann Lemoine                     | 4:45                              |
| 17.                               | "Video Games" (Performance edit)  |                                   |                                   |

| Born to Die – The Paradise Edition | Born to Die – The Paradise Edition | Born to Die – The Paradise Edition | Born to Die – The Paradise Edition | Born to Die – The Paradise Edition |
| STT                                | Nhan đề                            | Sáng tác                           | Sản xuất                           | Thời lượng                         |
| ---------------------------------- | ---------------------------------- | ---------------------------------- | ---------------------------------- | ---------------------------------- |
| 16.                                | "Ride"                             | Grant, Parker                      | Rick Rubin                         | 4:49                               |
| 17.                                | "American"                         | Grant, Nowels                      | Nowels                             | 4:08                               |
| 18.                                | "Cola"                             | Grant, Nowels                      | Nowels                             | 4:20                               |
| 19.                                | "Body Electric"                    | Grant, Nowels                      | Nowels, Dan Heath                  | 3:53                               |
| 20.                                | "Blue Velvet"                      | Bernie Wayne, Lee Morris           | Haynie                             | 2:38                               |
| 21.                                | "Gods & Monsters"                  | Grant, Larcombe                    | Larcombe, Haynie^                  | 3:57                               |
| 22.                                | "Yayo"                             | Grant                              | Heath, Haynie                      | 5:21                               |
| 23.                                | "Bel Air"                          | Grant, Heath                       | Heath                              | 3:57                               |
| Tổng thời lượng:                   | Tổng thời lượng:                   | Tổng thời lượng:                   | Tổng thời lượng:                   | 82:02                              |

| Bài hát tặng kèm trên iTunes | Bài hát tặng kèm trên iTunes | Bài hát tặng kèm trên iTunes | Bài hát tặng kèm trên iTunes | Bài hát tặng kèm trên iTunes |
| STT                          | Nhan đề                      | Sáng tác                     | Sản xuất                     | Thời lượng                   |
| ---------------------------- | ---------------------------- | ---------------------------- | ---------------------------- | ---------------------------- |
| 24.                          | "Burning Desire"             | Grant, Parker                | Haynie                       | 3:51                         |
| Tổng thời lượng:             | Tổng thời lượng:             | Tổng thời lượng:             | Tổng thời lượng:             | 87:34                        |

| Bài hát tặng kèm trên Amazon | Bài hát tặng kèm trên Amazon                       | Bài hát tặng kèm trên Amazon | Bài hát tặng kèm trên Amazon | Bài hát tặng kèm trên Amazon |
| STT                          | Nhan đề                                            | Sáng tác                     | Sản xuất                     | Thời lượng                   |
| ---------------------------- | -------------------------------------------------- | ---------------------------- | ---------------------------- | ---------------------------- |
| 24.                          | "Blue Velvet (Penguin Prison Remix)"               | Wayne, Morris                | Haynie                       | 5:03                         |
| 25.                          | "Summertime Sadness (Todd Terry Remix)"            | Grant, Nowels, De Jour       | Haynie, Nowels*              | 6:26                         |
| 26.                          | "National Anthem (bretonLABS Remix)"               | Grant, Parker, The Nexus     | Haynie, Bhasker^             | 4:01                         |
| 27.                          | "Blue Jeans (RAC Mix)"                             | Grant, Haynie, Heath         | Haynie                       | 3:42                         |
| 28.                          | "Born to Die (Kris Di Angelis 'Love Below' Remix)" | Grant, Parker                | Haynie                       | 5:10                         |
| 29.                          | "Video Games (Jakwob and Etherwood Remix)"         | Grant, Parker                | Robopop                      | 3:44                         |
| Tổng thời lượng:             | Tổng thời lượng:                                   | Tổng thời lượng:             | Tổng thời lượng:             | 121:49                       |

| Bài hát và video tặng kèm phiên bản Hộp đĩa | Bài hát và video tặng kèm phiên bản Hộp đĩa | Bài hát và video tặng kèm phiên bản Hộp đĩa | Bài hát và video tặng kèm phiên bản Hộp đĩa   | Bài hát và video tặng kèm phiên bản Hộp đĩa |
| STT                                         | Nhan đề                                     | Sáng tác                                    | Sản xuất/Đạo diễn                             | Thời lượng                                  |
| ------------------------------------------- | ------------------------------------------- | ------------------------------------------- | --------------------------------------------- | ------------------------------------------- |
| 25.                                         | "Video Games" (Joy Orbison Remix)           | Grant, Parker                               | Robopop, Sterling Fox, Joy Orbison            | 5:03                                        |
| 26.                                         | "Video Games" (Omid 16B Remix)              | Grant, Parker                               | Robopop, Omid Nourizadeh^                     | 5:13                                        |
| 27.                                         | "Born to Die" (Moodymann Remix)             | Grant, Parker                               | Haynie, Parker, Moody                         | 6:14                                        |
| 28.                                         | "Born to Die" (Gemini Remix)                | Grant, Parker                               | Haynie, Parker, Thomas Slinger PKA Gemini^    | 4:51                                        |
| 29.                                         | "Blue Jeans" (Gesaffelstein Remix)          | Grant, Haynie, Dan Heath                    | Haynie, Gesaffelstein                         | 4:34                                        |
| 30.                                         | "Blue Jeans" (Penguin Prison Remix)         | Grant, Haynie, Dan Heath                    | Haynie, Penguin Prison                        | 5:40                                        |
| 31.                                         | "National Anthem" (Fred Falke Remix Edit)   | Grant, Parker, The Nexus                    | Haynie, The Nexus, Jeff Bhasker^, Fred Falke^ | 3:49                                        |
| 32.                                         | "National Anthem" (Tensnake Remix)          | Grant, Parker, The Nexus                    | Haynie, The Nexus, Bhasker^                   | 3:46                                        |
| 33.                                         | "Video Games" (Music video)                 | Grant, Parker                               | Grant                                         | 4:47                                        |
| 34.                                         | "Born to Die" (Music video)                 | Grant, Parker                               | Mourad Balkeddar, Yoann Lemoine               | 4:47                                        |
| 35.                                         | "Blue Jeans" (Music video)                  | Grant, Haynie, Heath                        | Oualid Mouaness, Lemoine                      | 4:19                                        |
| 36.                                         | "Blue Jeans" (Lana Del Rey Version)         | Grant, Haynie, Heath                        | Grant                                         | 4:01                                        |
| 37.                                         | "National Anthem" (Music video)             | Grant, Parker, The Nexus                    | Heather Heller, Anthony Mandler               | 7:49                                        |
| 38.                                         | "Summertime Sadness" (Music video)          | Grant, Nowels                               | Spencer Susser, Kyle Newman                   | 4:43                                        |
| 39.                                         | "Blue Velvet" (7" Vinyl version)            | Wayne, Morris                               | Haynie                                        | 2:38                                        |
| 40.                                         | "Blue Velvet" (Penguin Prison Remix)        | Wayne, Morris                               | Haynie, Penguin Prison                        | 5:03                                        |
| Tổng thời lượng:                            | Tổng thời lượng:                            | Tổng thời lượng:                            | Tổng thời lượng:                              | 2:39:19                                     |

(*) đồng sản xuất

(^) bổ sung sản xuất
Ghi chú
- Danh sách bài hát và thông tin thực hiện được lấy từ sách ảnh của album.[67]

## Tham gia thực hiện
- Danh sách thực hiện Born to Die được lấy từ Barnes & Noble.[68]

Biểu diễn
- Lana Del Rey – nghệ sĩ chính, giọng hát, biên soạn, sáng tác

Kỹ thuật
| - Chris Braide – biên soạn, sản xuất - Rick Nowels – biên soạn - Mike Daly – biên soạn - John Davis – mastering - Justin Parker – biên soạn | - Emile Haynie – biên soạn, sản xuất - Tim Larcombe – biên soạn - Jim Irvin – biên soạn - Lana Del Rey – biên soạn - Dan Heath – biên soạn |

## Bảng xếp hạng và chứng nhận doanh số
| Bảng xếp hạng (2012/2013)           | Lên đỉnh |
| ----------------------------------- | -------- |
| Australian Albums Chart             | 1        |
| Austrian Albums Chart               | 1        |
| Belgian Albums Chart (Flanders)     | 2        |
| Belgian Albums Chart (Wallonia)     | 1        |
| Canadian Albums Chart               | 3        |
| Croatian International Albums Chart | 3        |
| Czech Republic Albums Chart         | 5        |
| Danish Albums Chart                 | 3        |
| Dutch Albums Chart                  | 2        |
| Finnish Albums Chart                | 5        |
| French Albums Chart                 | 1        |
| German Albums Chart                 | 1        |
| Greek Albums Chart                  | 1        |
| Hungarian Albums Chart              | 23       |
| Irish Albums Chart                  | 1        |
| Italian Albums Chart                | 5        |
| Japanese Albums Chart               | 35       |
| New Zealand Albums Chart            | 2        |
| Mexican Albums Chart                | 21       |
| Norwegian Albums Chart              | 1        |
| Polish Albums Chart                 | 2        |
| Portuguese Albums Chart             | 2        |
| Russian Albums Chart                | 4        |
| Scottish Albums Chart               | 1        |
| Slovenian Albums Chart              | 2        |
| Spanish Albums Chart                | 7        |
| Swedish Albums Chart                | 2        |
| Swiss Albums Chart                  | 1        |
| UK Albums Chart                     | 1        |
| US Billboard 200                    | 2        |
| US Billboard Rock Albums            | 1        |
| US Billboard Alternative Albums     | 1        |

| Bảng xếp hạng (2012)                     | Vị trí |
| ---------------------------------------- | ------ |
| Australian Albums Chart                  | 14     |
| Austrian Albums Chart                    | 6      |
| Belgian Albums Chart (Flanders)          | 2      |
| Belgian Albums Chart (Wallonia)          | 8      |
| Belgian Midprice Albums Chart (Flanders) | 14     |
| Dutch Albums Chart                       | 33     |
| French Albums Chart                      | 7      |
| German Albums Chart                      | 4      |
| Hungarian Albums Chart                   | 72     |
| Italian Albums Chart                     | 37     |
| New Zealand Albums Chart                 | 6      |
| Polish Albums Chart                      | 3      |
| Russian Albums Chart                     | 5      |
| Spanish Albums Chart                     | 29     |
| Swiss Albums Chart                       | 2      |
| UK Albums Chart                          | 4      |
| US Billboard 200 Album Charts            | 70     |
| US Billboard Alternative Albums Chart    | 14     |
| US Billboard Rock Albums Chart           | 21     |

### Chứng nhận
| Quốc gia                                                                           | Chứng nhận  | Số đơn vị/doanh số chứng nhận |
| ---------------------------------------------------------------------------------- | ----------- | ----------------------------- |
| Úc (ARIA)                                                                          | Bạch kim    | 70.000^                       |
| Áo (IFPI Áo)                                                                       | Bạch kim    | 20.000*                       |
| Bỉ (BEA)                                                                           | Bạch kim    | 30.000*                       |
| Brasil (Pro-Música Brasil)                                                         | Vàng        | 20.000*                       |
| Canada (Music Canada)                                                              | Bạch kim    | 80.000^                       |
| Đan Mạch (IFPI Đan Mạch)                                                           | Bạch kim    | 20.000^                       |
| Pháp (SNEP)                                                                        | 3× Bạch kim | 365,000                       |
| Đức (BVMI)                                                                         | 5× Vàng     | 750.000^                      |
| Ireland (IRMA)                                                                     | 2× Bạch kim | 30.000^                       |
| Ý (FIMI)                                                                           | Vàng        | 30.000*                       |
| New Zealand (RMNZ)                                                                 | Bạch kim    | 15.000^                       |
| Ba Lan (ZPAV)                                                                      | 4× Bạch kim | 0*                            |
| Bồ Đào Nha (AFP)                                                                   | Bạch kim    | 15.000^                       |
| Nga (NFPF)                                                                         | Bạch kim    | 10.000*                       |
| Tây Ban Nha (PROMUSICAE)                                                           | Vàng        | 20.000^                       |
| Thụy Sĩ (IFPI)                                                                     | 2× Bạch kim | 60.000^                       |
| Anh Quốc (BPI)                                                                     |             | 719,000                       |
| Hoa Kỳ (RIAA)                                                                      | Vàng        | 500.000^                      |
| Tổng hợp                                                                           |             |                               |
| Châu Âu (IFPI)                                                                     | Bạch kim    | 1.000.000*                    |
| * Chứng nhận dựa theo doanh số tiêu thụ. ^ Chứng nhận dựa theo doanh số nhập hàng. |             |                               |

## Lịch sử phát hành
| Quốc gia       | Ngày                     | Định dạng               |
| -------------- | ------------------------ | ----------------------- |
| Đức và Ireland | 27 tháng 1 năm 2012      | CD, tải nhạc số, LP     |
| France         | ngày 30 tháng 1 năm 2012 | CD, tải nhạc số         |
| Anh            | ngày 30 tháng 1 năm 2012 | CD, tải nhạc số, LP     |
| Mỹ             | 31 tháng 1 năm 2012      | CD, tải nhạc số         |
| Úc             | 3 tháng 2 năm 2012       | CD                      |
| Nhật           | 8 tháng 2 năm 2012       | CD, CD+DVD, tải nhạc số |
| Mỹ             | 21 tháng 2 năm 2012      | LP                      |

| Quốc gia | Ngày                          | Định dạng               |
| -------- | ----------------------------- | ----------------------- |
| Úc       | 9 tháng 11 năm 2012           | CD                      |
| Pháp     | 12 tháng 11 năm 2012          | CD                      |
| Anh      | 12 tháng 11 năm 2012          | CD, tải nhạc số         |
| Mỹ       | November 13 tháng 11 năm 2012 | CD, tải nhạc số         |
| Nhật     | November 14 tháng 11 năm 2012 | CD, CD+DVD, tải nhạc số |
| Đức      | 16 tháng 11 năm 2012          | CD, tải nhạc số         |
| Pháp     | 19 tháng 11 năm 2012          | LP                      |